# Snejana Onopka
 (août 2014).
Snejana Onopka, née le 15 décembre 1986 à Sievierodonetsk, est une mannequin ukrainienne.

## Biographie
En 2005, après avoir déménagé à Kiev, elle est découverte par un agent qui la signe dans son agence de mannequins. Trois semaines plus tard, elle est photographiée par Steven Meisel pour les campagnes publicitaires de Prada et Dolce&Gabbana, et deux couvertures de Vogue Italia. Elle est depuis l'une de ses muses. Il l'a par la suite notamment photographiée pour la marque Calvin Klein.
La même année, elle effectue son premier défilé, en fermant celui de Marc Jacobs. Elle ouvre également ceux de Dolce&Gabbana et Karl Lagerfeld et participe à ceux de Gucci, Prada et Miu Miu. Elle est aussi photographiée par Paolo Roversi (photographe) pour un éditorial de W.
En 2006, elle remplace Lily Donaldson en tant qu'égérie de Lanvin. Elle prend la pose devant l'objectif de Mert and Marcus pour Louis Vuitton et Juergen Teller pour Yves Saint Laurent. Elle apparaît dans les magazines i-D, Numero, Harper's Bazaar, L'Officiel, Elle Ukraine, Vogue (Portugal, Japon, France) et le New York Times. Elle défile plusieurs fois, notamment pour Chanel, Gucci, Balmain, Marc Jacobs, Fendi qu'elle ouvre et ferme, et Chloe qu'elle ferme.
En 2007, elle est choisie pour la publicité de Shiseido, ce qui l'empêche de participer à la semaine des défilés de New York lors de la saison automne/été. Cependant, elle est présente lors de celle de Milan, où elle défile par exemple pour Burberry et Jil Sander, et celle de Paris où elle ouvre celui de Sonia Rykiel et ferme pour Valentino. Elle devient le visage du parfum Gucci Eau de Parfum II. Inez & Vinoodh la photographient pour la collection de lunettes Yves Saint Laurent. Elle est dans plusieurs éditoriaux, notamment dans Vogue Paris où elle interprète Anna Wintour et dans W aux côtés de Denisa Dvořáková et Coco Rocha.
En 2008, elle devient l'égérie de Max Mara et Hugo Boss, et renouvelle son contrat avec Shiseido. Elle fait également la publicité de Valextra (en). Elle défile pour Alexander McQueen, Chanel, Fendi et Dolce&Gabbana qu'elle ferme. Le Vogue russe la décrit cette année-là comme une « top model ». Elle quitte l'agence DNA Model Management à New York pour signer avec Women Management.
En 2009, elle pose pour la marque Gucci et fait la couverture de Vogue Russia et Numero Tokyo. Elle arpente les podiums d'Armani Privé, Chanel, Valentino, Alexander Wang et ferme pour Isabel Marant et Dolce&Gabbana.
En 2010, elle redevient l'égérie de Gucci. Elle prête son visage à la campagne publicitaire d'Etro aux côtés de, entre autres, Vlada Roslyakova, Frida Gustavsson, Iris Strubegger et Francisco Lachowski. Elle défile plusieurs fois, par exemple pour Carolina Herrera, Ferragamo et Elie Saab.
En 2011, elle fait la publicité de Emilio Pucci et défile pour Gucci, Balmain, Isabel Marant, Kanye West, Maiyet et Anne Valérie Hash pour qui elle ouvre. Elle pose en couverture de Cover, Allure Korea, Le Monde, Harper's Bazaar (Russia, Ukraine) et Tatler Russia. Elle est également photographiée pour des éditoriaux, dont Vogue (Nippon et Japan).
En 2012, elle est l'égérie publicitaire de la gamme de maquillage de Tom Ford et défile pour Escada. Elle prend la pose en une de Vogue Portugal et L'Officiel Ukraine.
En 2013, elle arpente les podiums d’Anthony Vaccarello et Emanuel Ungaro. Elle est dans un éditorial du Vogue Ukraine et fait la publicité de la marque Sanahunt.
En 2015, elle défile pour La Perla. Elle fait la couverture de W et pose pour Allure et Vogue Germany.